# Киоприс Висконе
Киоприс Висконе (итал. Chiopris-Viscone) је насеље у Италији у округу Удине, региону Фурланија-Јулијска крајина.
Према процени из 2011. у насељу је живело 385 становника. Насеље се налази на надморској висини од 33 м.

## Становништво
| 1936. | 1951. | 1961. | 1971. | 1981. | 1991. | 2001. | 2011. |
| ----- | ----- | ----- | ----- | ----- | ----- | ----- | ----- |
| 866   | 829   | 700   | 624   | 663   | 651   | 659   | 620   |